# Zakład Górniczy Sobieski
Zakład Górniczy Sobieski – kopalnia węgla kamiennego znajdująca się w Jaworznie na terenie Jaworznicko-Chrzanowskiego Okręgu Przemysłowego (Zagłębie Krakowskie), należąca do Południowego Koncernu Węglowego S.A.

## Historia

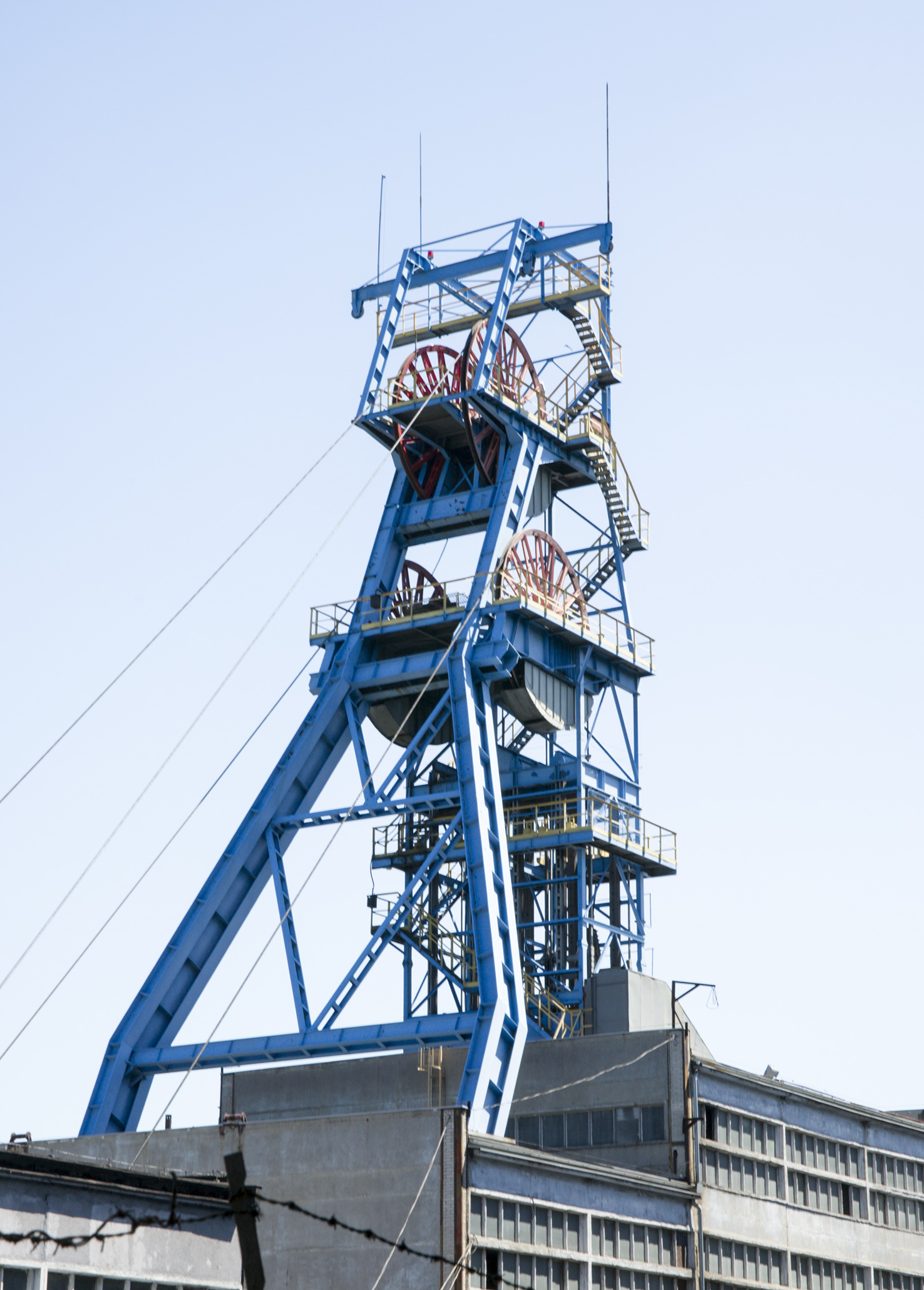
Wieża wyciągowa szybu Sobieski III (2013)

Pierwszą kopalnię węgla na ziemiach polskich założono we wsi Szczakowa (dziś w granicach Jaworzna) w roku 1766. Ze względu na niskie zapotrzebowanie na węgiel w tamtych czasach, wydobycie (najpierw prowadzone metodą odkrywkową, dopiero później podjęto wydobycie także metodą głębinową)) nie było stałe, odbywało się przez kilka miesięcy w latach 1766–1767 i 1789–1790. Kolejnym etapem prowadzącym do rozwoju górnictwa węglowego w tym rejonie było wybudowanie w Jaworznie kopalni w 1792 roku przez hrabiego Moszczyńskiego oraz w 1795 roku przez austriackiego przemysłowca Krzysztofa Rieda (kopalnia ta po rozbudowie znana była jako "Fryderyk August").
W 1838 roku Fryderyk Ludwik Westenholz uzyskał prawo własności na pola górnicze, na podstawie których poszukiwał rud żelaza. Jakość surowca pozyskiwanego metodą szybikową była jednak niska, wobec czego w 1869 pola górnicze odkupił lwowski kupiec Robert Dohms, który uzyskał przy tym prawo poszukiwania i eksploatacji węgla. Trzy lata później rozszerzył obszary górnicze o pola "Robert I" i "Robert II", a w 1874 zbudowany został wydobywczy szyb "Juliusz". W 1876 w Borach (dziś dzielnicy Jaworzna) zbudował zatrudniającą 82 pracowników kopalnię "Dohms", eksploatującą dwuipółmetrowej grubości pokład "Fryderyk August" oraz dwukrotnie cieńszy pokład "Robert". Wydobycie w tej kopalni, wyposażonej w parowe maszyny o mocy 56 kW, wynosiło około 12 tys. ton węgla rocznie.
W 1895 roku przebudowano i pogłębiono szyb "Juliusz", a trzy lata później zbudowano kopalnianą wąskotorówkę do transportu urobku do stacji kolejowej w Ciężkowicach (do tej pory wykorzystywane były furmanki). Po śmierci Roberta Dohmsa kopalnia przeszła na własność jego spadkobierców, a w 1905 została sprzedana belgijskiej spółce akcyjnej z miejscowości Verviers. Dopływ kapitału pozwolił na wybudowanie szybu "Sobieski", który połączony był przekopem wschodnim z szybem "Juliusz", który pogłębiono do 126 metrów i zaczęto wykorzystywać jako szyb wentylacyjny.
Wydobycie w 1905 roku wyniosło 57,6 tys. ton, a cztery lata później już 96,7 tys. ton. W 1906 roku przy kopalni zbudowano elektrownię o mocy 800 kW. 
W 1909 zdecydowano zlikwidować kopalnię pod nazwą "Dohms"; w jej miejsce utworzono kopalnię noszącą nazwę przejętą od nazwy wybudowanego kilka lat wcześniej szybu – "Sobieski".
Zakład Górniczy Sobieski w dzisiejszym kształcie powstał 4 listopada 1998 roku na bazie majątku produkcyjnego Kopalni Węgla Kamiennego Jaworzno, początkowo jako Zakład Górniczo-Energetyczny Sobieski Jaworzno III. 
Od 25 stycznia 2005 wraz z Zakładem Górniczym Janina wszedł w struktury Południowego Koncernu Węglowego. W dniu 24 lutego 2014 roku kolejny raz zmieniono nazwę na "TAURON Wydobycie". W dniu 2 stycznia 2024 r. spółka TAURON Wydobycie zmieniła nazwę na Południowy Koncern Węglowy S.A.

## Kopalnia
ZG Sobieski należy do spółki Południowy Koncern Węglowy S.A.Zakład Górniczy Sobieski może produkować rocznie ponad 2,7 mln ton węgla handlowego o dobrych parametrach jakościowych. Eksploatacja w Zakładzie Górniczym Sobieski realizowana jest wyłącznie systemem ścianowym z zawałem stropu. Wybieranie złoża odbywa się w przedziale wysokości 2,0 – 4,0 m. Długość ścian wynosi 200–300 m, a ich zasadnicze wyposażenie stanowi obudowa zmechanizowana, kombajny ścianowe oraz przenośniki zgrzebłowe. Węgiel gruby wydobywany w ZG Sobieski cechuje się wysoką kalorycznością, niską zawartością siarki oraz popiołu. Ze względu na doskonałe parametry spalania, jest dobrym paliwem do celów grzewczych i w gospodarstwach domowych. Wielkość produkcji sprawia, że Zakład Górniczy Sobieski jest znaczącym udziałowcem w krajowym rynku węgla kamiennego. Poziomy wydobywcze znajdują się na głębokości do 650 m. W granicach kopalni pozostaje obszar górniczy o powierzchni ok. 56,6 km².